# Kostel svatého Oldřicha a Linharta (Matějovec)
Kostel svatých Oldřicha a Linharta v Matějovci je římskokatolický farní kostel v malé vesnici Matějovec (Český Rudolec) v jihočeském okrese Jindřichův Hradec. Je chráněn jako kulturní památka České republiky. Jde o farní kostel farnosti Matějovec.

## Popis

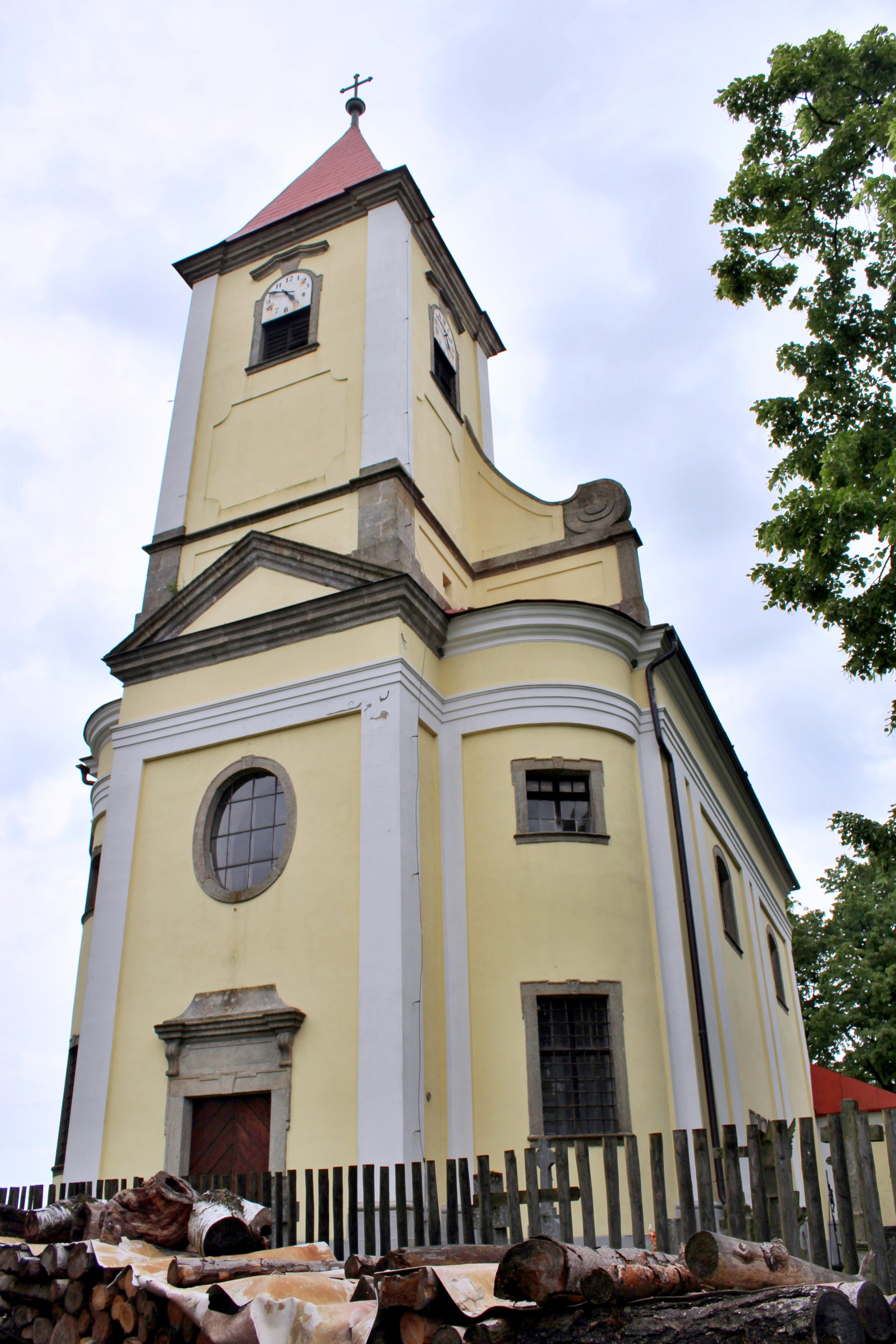
Věž kostela v Matějovci

Jednolodní budova kostela se nachází uprostřed vesnice na mírně vyvýšeném místě se hřbitovem. V interiéru je nástěnná malba s motivem Nanebevzetí Panny Marie, kterou vytvořil vídeňský malíř Daniel Gran.
Jde o jednolodní stavbu s věží a polygonálním presbytářem. Kostel je z vnějšku členěn lizénovými rámy, okna lodi jsou segmentová, v presbytáři pak kruhová. Kostel je sklenut valenou klenbou s pásy a lunetami, stěny jsou v interiéru členěny pilastry..

## Dějiny kostela
Barokní kostel nechal v letech 1744–1747 vystavět majitel rudoleckého panství František Alexandr Hartl. Kostel je zasvěcen augsburskému světci, sv. biskupu Oldřichovi a sv. Linhartovi.